# Titularbistum Latopolis
Das Bistum Latopolis (italienisch diocesi di Latopoli, lateinisch Dioecesis Latopolitana) ist ein Titularbistum der römisch-katholischen Kirche.
Es geht zurück auf ein früheres Bistum der antiken Stadt Latopolis (heute Esna) in der römischen Provinz Aegyptus bzw. in der Spätantike Thebais in Oberägypten, das der Kirchenprovinz Ptolemais angehörte.
| Titularbischöfe von Latopolis |                              |                                            |                   |                   |
| Nr.                           | Name                         | Amt                                        | von               | bis               |
| 1                             | Johann Paul Odendahl Metz CM | Apostolischer Vikar von Limón (Costa Rica) | 10. Februar 1938  | 13. Januar 1957   |
| 2                             | Ernest Leo Unterkoefler      | Weihbischof in Richmond (USA)              | 13. Dezember 1961 | 12. Dezember 1964 |